# Acrocorinto
L'Acrocorinto (in greco Ακροκόρινθος?), traducibile come "Corinto alta", è l'acropoli dell'antica Corinto. Si trova su uno sperone roccioso che domina la città di Corinto. Secondo John Boardman "È la più impressionante delle acropoli della Grecia continentale".

## Storia

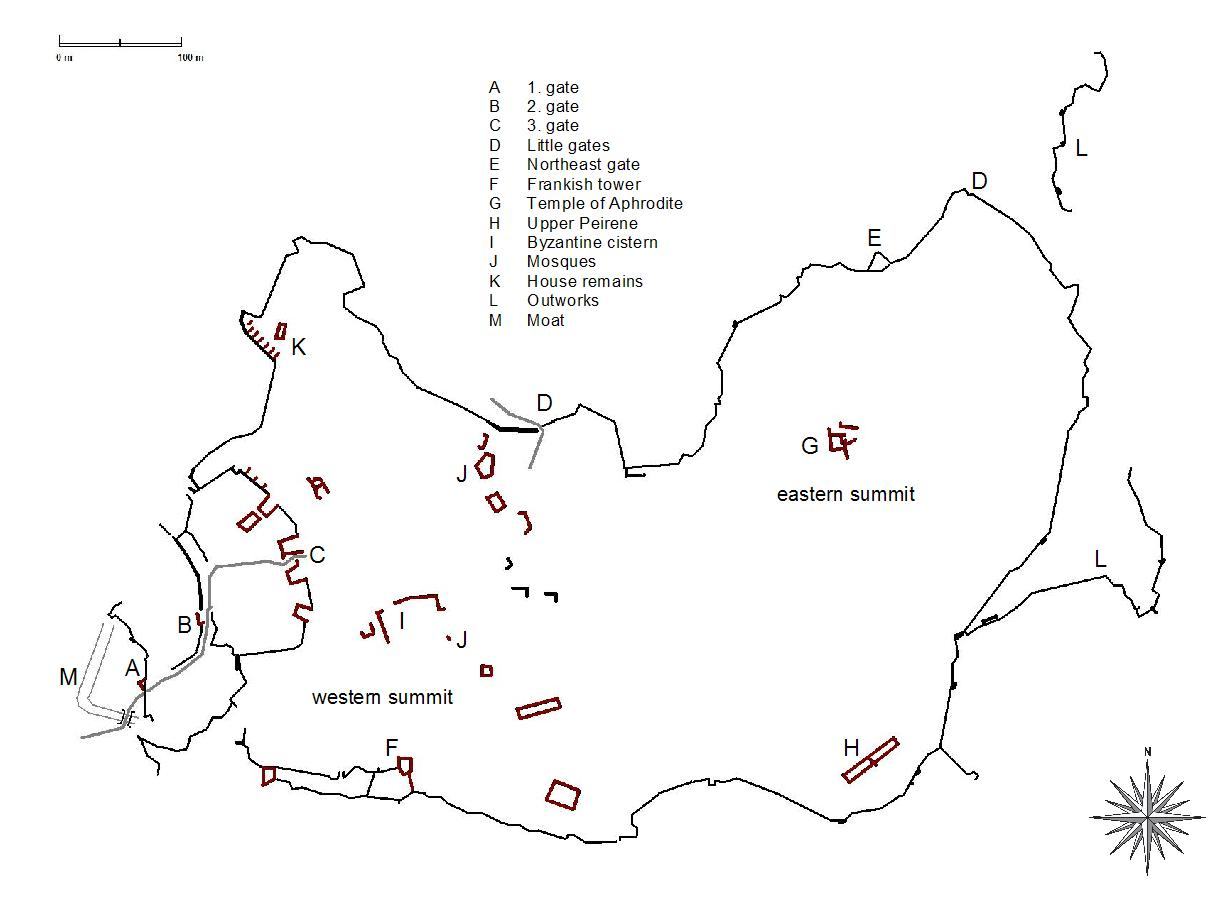
Mappa di acrocorinto

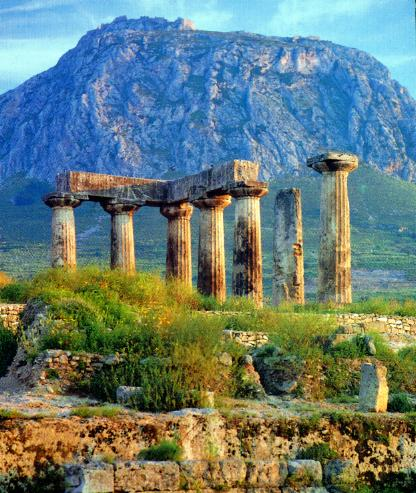
L'Acrocorinto sullo sfondo, dietro il tempio di Apollo

Acrocorinto fu occupato in modo continuativo dal periodo arcaico fino ai primi anni del XIX secolo. L'acropoli arcaica, già facilmente difendibile a causa della posizione, fu anche grandemente fortificata in periodo bizantino, in quanto sede dello strategos del thema di Ellade e poi di quello di Peloponneso. Durante la quarta crociata fu difeso per tre anni da Leone Sguro.
In seguito divenne una fortezza del Principato di Acaia, poi dei veneziani e infine degli ottomani. Grazie alla sua sorgente, l'Acrocorinto fu usato come ultima linea di difesa del Peloponneso in quanto sorgeva molto vicino all'Istmo di Corinto, che collegava la penisola al resto della Grecia, bloccando l'accesso al Peloponneso stesso ai nemici. Le difese erette dall'uomo consistevano di tre cinte di mura; la parte più alta del sito era stata la sede di un tempio di Afrodite, che fu poi convertito in una chiesa e poi ancora in una moschea. La American School of Classical Studies di Atene iniziò gli scavi nel 1929; al giorno d'oggi l'Acrocorinto è uno dei più importanti castelli medievali della Grecia.
Pausania descrive così i monumenti dell'Acrocorinto:
(II 4.7)

## Mitologia
In un mito corinzio del II secolo d.C. si raccontava che Briareo, uno degli Ecatonchiri, fece da arbitro in una disputa tra Poseidone ed Elio (il mare ed il Sole): egli stabilì che l'Istmo sarebbe toccato a Poseidone, mentre l'acropoli di Corinto ad Elio
(Pausania, II 1.6)
La fonte Pirene superiore si trovava all'interno delle mura dell'Acrocorinto: "Si racconta che la sorgente, che è dietro al tempio, fu un dono di Asopo a Sisifo. Quest'ultimo, così dice la leggenda, venne a sapere che Zeus aveva rapito Egina, la figlia di Asopo, ma rifiutò di dare il nome ad Asopo prima di aver ricevuto una sorgente sull'Acrocorinto"

## Galleria d'immagini

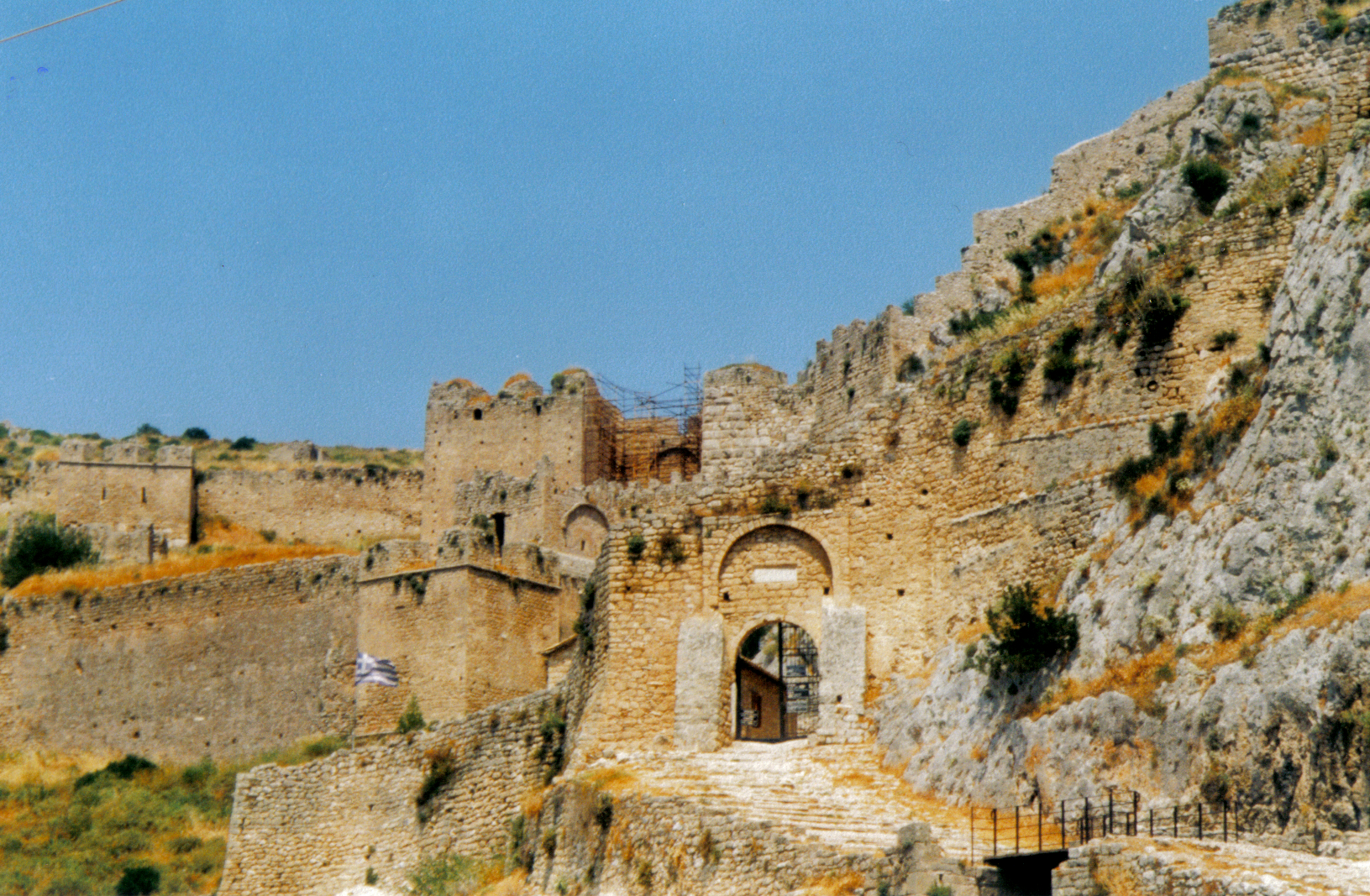
L'ingresso
Le mura veneziane
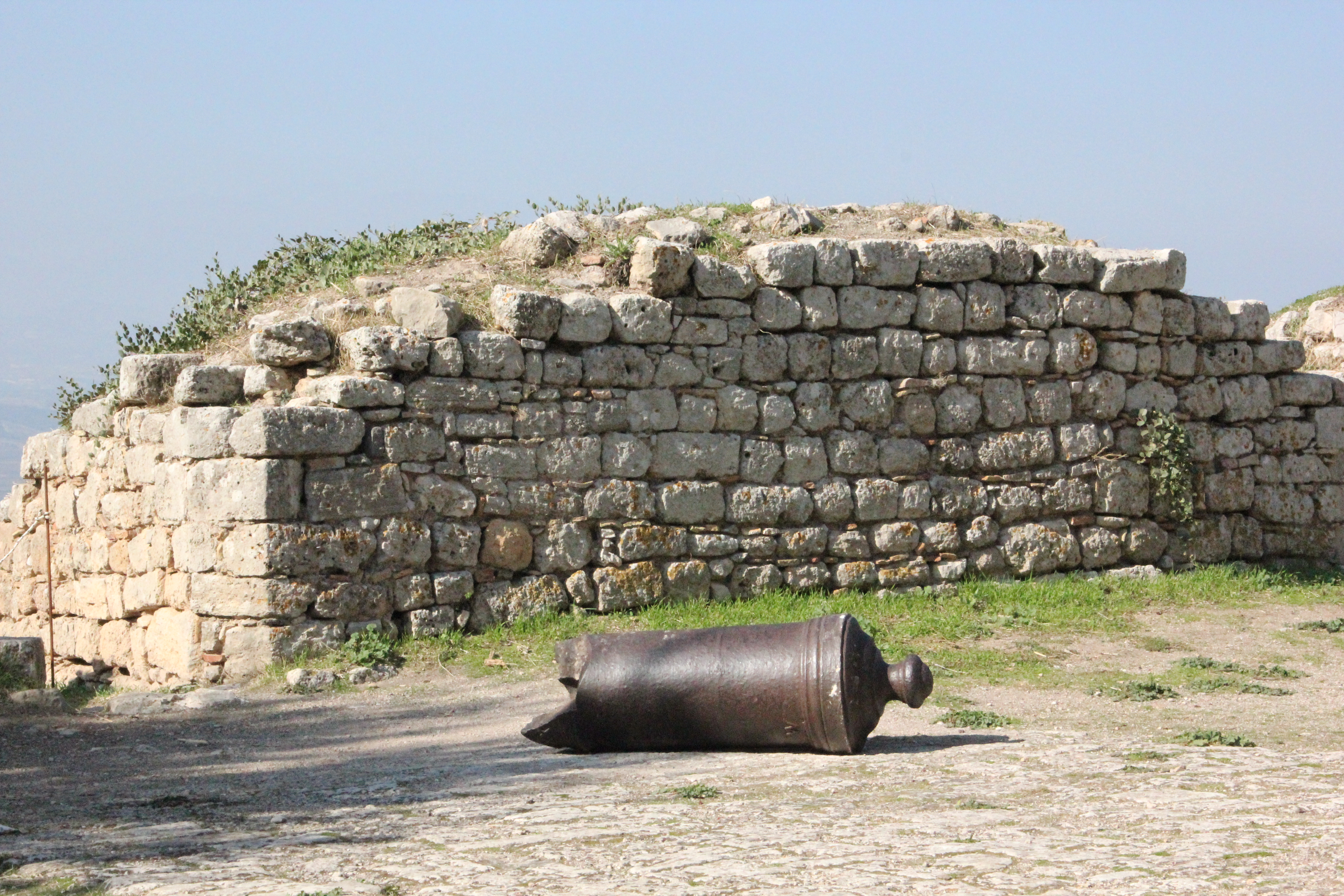
Moschea